# The Cardigans
The Cardigans sind eine schwedische Band, die den Genres Rock, Indie-Pop und Alternative Rock zuzuordnen ist. Sie wurde 1992 von den Heavy-Metal-Musikern Peter Svensson und Magnus Sveningsson gegründet. Im Laufe der Zeit wurden The Cardigans zu einer der erfolgreichsten schwedischen Bands.

## Bandgeschichte

### Anfänge
Peter Svensson und Magnus Sveningsson, beide eigentlich Heavy-Metal-Musiker, gründeten die Gruppe The Cardigans, zu Deutsch so viel wie „Die Strickjacken“, 1992 im südschwedischen Jönköping. Ein selbst aufgenommenes Demotape fand beim Produzenten Tore Johansson so viel Gefallen, dass er die Band in ein Studio in Malmö einlud. Das Debütalbum Emmerdale erschien 1994 unter dem Label Stockholm Records und bekam die Auszeichnung zur Platte des Jahres.

### Erste internationale Beachtung
1995 erschien das Nachfolgealbum Life, welches die Hitsingles Carnival und die beiden schon auf dem Debütalbum veröffentlichten Songs Sick and Tired und Rise & Shine enthielt. Überhaupt enthält das zweite Album insgesamt fünf Lieder des ersten Albums. Mit Life gewann die Band erstmals an Bedeutung außerhalb Schwedens, was sich auch an ersten Platzierungen in den britischen Top-40-Singlecharts kenntlich machte.
Als drittes Album erschien 1996 First Band on the Moon. Die Auskopplung Lovefool kam im Herbst 1996 fast in die britischen Top 20 und fand Verwendung in der Neuverfilmung von Romeo + Julia mit Leonardo DiCaprio und Claire Danes. Lovefool wurde daraufhin 1997 erneut veröffentlicht und erreichte Platz 2 in den britischen Charts. Durch das international gestiegene Interesse an der Band bekam sie Gastauftritte bei David Letterman oder der damals populären Serie Beverly Hills, 90210. Das deutsche Magazin Visions führte First Band on the Moon auf ihrer 2019 veröffentlichten Liste der 55 besten schwedischen Rockalben.

### Manifestation
1998 veröffentlichten die Cardigans Gran Turismo, das mit weltweit mehr als 2,5 Millionen verkauften Exemplaren erfolgreichste Album der Band. Die drei ausgekoppelten Singles daraus, My Favourite Game, Erase/Rewind und Hanging Around, waren in den britischen Singlecharts recht erfolgreich – Erase/Rewind schaffte sogar den Sprung in die Top 10. Der Titel My Favourite Game wurde als Remix in der zweiten Version des Konsolenspiels Gran Turismo als musikalische Untermalung eines Bonus- bzw. Intro-Videos verwendet.
Noch im gleichen Jahr beteiligten sich die Cardigans an der Filmmusik zu A Life Less Ordinary mit dem Lied War. Zur Musik zu X-Files steuerten sie das Lied Deuce bei.
Mit Tom Jones nahmen sie 1999 für sein Album Reload die Coverversion Burning Down The House auf, welches die Top Ten in Großbritannien erreichte.

### Neuorientierung

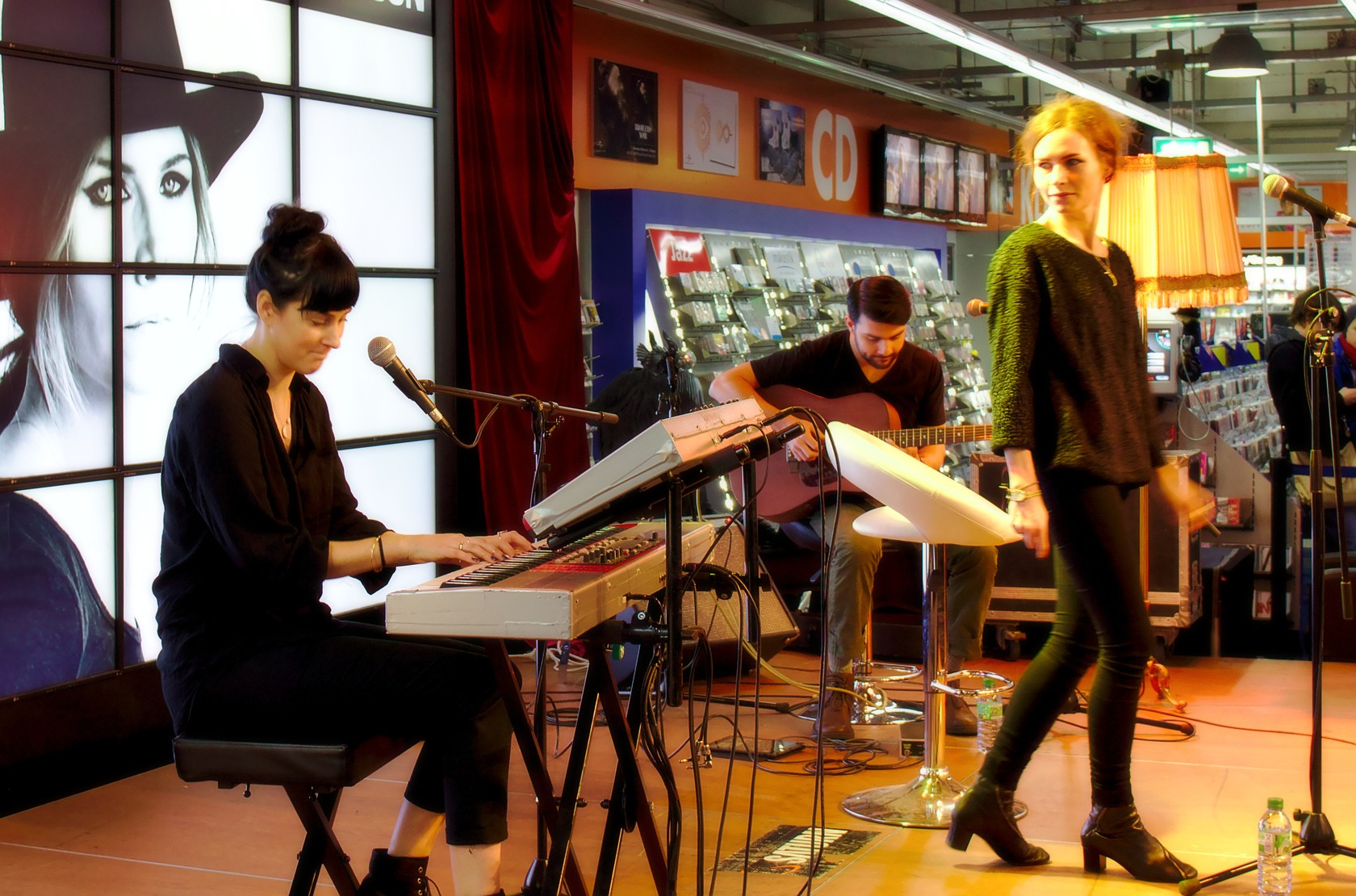
Nina Persson (2014) – Auftritt mit Soloprojekt in Hamburg

Nach dem Erscheinen von Gran Turismo und den folgenden aufreibenden, weltweiten Touren waren die Cardigans erschöpft. Und zu dem Zeitpunkt war gar nicht klar, ob und wie es mit der Band weitergehen würde. Die Bandmitglieder konzentrierten sich auf Soloprojekte: Svensson schrieb Songs für Titiyo und arbeitete mit Joakim Berg an dem Projekt Paus. Sveningsson veröffentlichte unter dem Namen Righteous Boy sein Soloalbum, und Nina Persson bastelte mit Freunden an dem Projekt A Camp.

### Zurück im Rampenlicht und Pause: 2002–2006

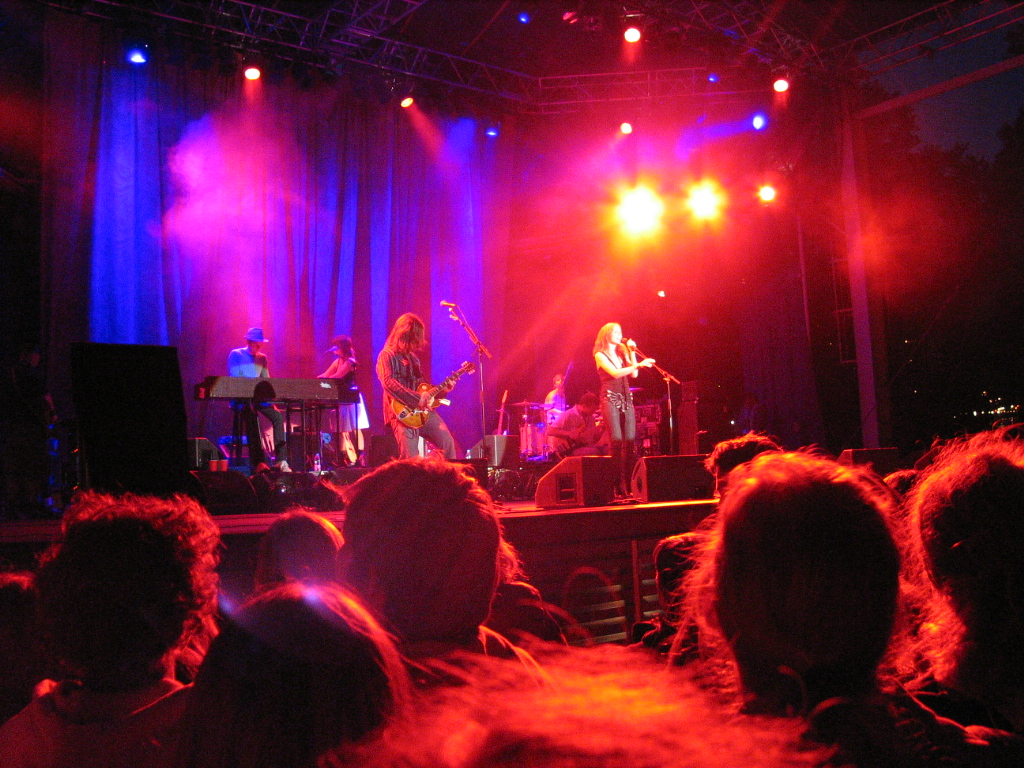
The Cardigans bei einem Auftritt im Juni 2004.

Ein gemeinsames Treffen in einem Hotelzimmer in Los Angeles leitete die Wende ein. 2003 beendeten sie ihre Pause und veröffentlichten das atmosphärische Album Long Gone Before Daylight, eine Sammlung von Songs, die hauptsächlich von Persson und Svensson geschrieben wurden. Long Gone Before Daylight wurde 2003 eines der meistverkauften Alben in Schweden, es erschien am 19. März 2003 in Japan und am 24. März 2003 in Europa. Die Veröffentlichungen in Kanada und den USA waren am 22. April 2003 bzw. am 25. Mai 2004.
Das Album unterschied sich von früheren Werken der Band. Ihr bekannter „fröhlicher“ Pop-Sound veränderte sich zu Popsongs mit stärkeren Einflüssen amerikanischer Country-Musik. Es war ein deutlich düstereres Album als ihre vorherigen Werke und ruhiger als Gran Turismo. Sängerin Nina Persson färbte ihre einst hellblonden Haare tiefschwarz, was den Stimmungswandel der Band widerspiegelte. Das Album wurde von Per Sunding produziert, nachdem der reguläre Produzent der Gruppe, Tore Johanssen, zurückgetreten war, da er sich nicht in der Lage sah, den gewünschten Country-Sound zu liefern.
Die Kritik war gemischt. Einige begrüßten den Richtungswechsel und meinten, die Band sei reifer geworden und habe Songs produziert, die sogar besser seien als die anderer erfahrener Country-Pop-Künstler. Andere vermissten den alten Pop-Sound und warfen der Band vor, sich für ihren früheren „fröhlichen“ Pop-Sound zu schämen. Die erste Single des Albums, For What It's Worth, erschien am 17. Februar 2003 und erreichte die Top 40 der britischen Charts. Die zweite Single You're the Storm, die am 2. Juni 2003 erschien, floppte hingegen. Die dritte und letzte Single war Live and Learn, die am 3. Dezember 2003 erschien und ebenfalls keine Chartposition erreichte. Im Sommer 2004 tourten The Cardigans mit Liz Phair, Katy Rose und Charlotte Martin auf der Chicks With Attitude-Tour. Am 28. April 2005 erschien das Album ITunes Originals der Band über iTunes. Am 14. Oktober 2005 veröffentlichte die Band ihr sechstes Album Super Extra Gravity und erhielt allgemein positive Kritiken. Super Extra Gravity stieg direkt auf Platz 1 der schwedischen Albumcharts ein und wurde mit Gold ausgezeichnet (über 40.000 verkaufte Exemplare). Die erste Singleauskopplung daraus war I Need Some Fine Wine And You, You Need To Be Nicer, als zweite Single wurde am 10. Februar 2006 Don’t Blame Your Daughter (Diamonds) veröffentlicht. Nachdem die Band im Herbst 2006 ihre Promotion-Aktivitäten beendet hatte, legte sie eine längere Pause ein und widmete sich erneut anderen Projekten.

### Wiedervereinigung und Tourneen: 2012–2024
2012 erhielten die Cardigans ein Angebot vom Hultsfredfestival, das Album Gran Turismo komplett aufzuführen. Nach anfänglichem Zögern entschied sich die Band, das Angebot anzunehmen, „da es sich wie eine gute Möglichkeit anfühlte, uns aus unserem seltsamen neuen Alltag herauszureißen“, so Persson. Peter Svensson lehnte ab, obwohl er keine Einwände gegen eine Tournee ohne ihn hatte. Sie engagierten den Singer-Songwriter Oskar Humlebo als Ersatz für Svensson und baten ihren Agenten, weitere Konzerte für sie zu suchen. Schließlich feierte die Band ihr Live-Comeback mit Konzerten in Lund und Kopenhagen vor dem Hultsfredfestival, bevor sie in Polen, Finnland, Russland, Indonesien, Taiwan und Japan spielte. Ein geplantes Konzert in Israel wurde vom Veranstalter abgesagt. Bei den meisten dieser Konzerte spielte die Band Gran Turismo komplett, gefolgt von einer Auswahl an Hits ihrer anderen Alben.
Immer noch mit Humlebo anstelle von Svensson spielte die Band karriereumspannende Sets, als die Tournee Ende 2013 mit Shows in Japan, China und Russland wieder aufgenommen wurde, gefolgt von weiteren Terminen im Jahr 2015, die sie nach Südkorea, Europa und Lateinamerika führten. In Interviews zur Promotion ihres 2014er Soloalbums Animal Heart deutete Persson an, dass der Erfolg ihrer letzten Live-Termine die Möglichkeit für zukünftige Cardigans-Aufnahmen eröffnet habe, obwohl es keine konkreten Pläne gebe. „Es macht wirklich Spaß, Greatest-Hits-Sachen zu machen, da es sonst nichts gibt, aber ich denke, wenn wir weiterhin so viel Spaß haben, würden wir gerne eine weitere Platte machen, weil wir gerne Neues kreieren“, sagte Persson. Der einzige geplante Auftritt der Band im Jahr 2016 war am 29. Juli beim Qstock Festival in  Oulu, Finnland. 2017 traten sie in Stockholm, Turku und beim Yammatovo 3 Festival in Kroatien auf.
Im Juni 2018 kündigte die Band ihre einzigen Live-Shows des Jahres an: eine viertägige UK-Tournee im Dezember zum 20-jährigen Jubiläum von Gran Turismo, bei der sie das Album erneut vollständig aufführen würden. In einem Interview zur Promotion der Tour erklärte Persson: „Es wird keine weiteren Cardigans-Platten geben, da bin ich mir ziemlich sicher. Aber wir werden weiterhin kleine Touren und Konzerte geben, solange es Spaß macht, solange wir es gut machen und das Gefühl haben, dass es etwas ist, das zu uns passt.“
Im Mai 2023 bestätigte Nina Persson, dass Peter Svensson nicht wieder zur Band zurückkehren würde und es daher keine neuen Cardigans-Alben geben würde. Auch die Idee, ohne Svensson neue Musik zu machen, wurde verworfen. Die Band tourt weiterhin sporadisch.
Am 6. September 2024 veröffentlichte die Band die zweibändige B-Seiten-Compilation The Rest of the Best.

## Soloprojekte
Während der ersten Pause veröffentlichte Nina Persson ein Album unter dem Namen „A Camp“. Peter Svensson und Bengt Lagerberg arbeiteten mit Unterstützung von Joakim Berg aus Kent am Projekt „Paus“. Magnus Sveningsson nahm unter dem Namen „Righteous Boy“ auf.
2006 gründete Sveningsson ihr altes Label „Trampolene“ neu und übernahm dessen A&R-Aufgaben. Der erste Vertrag ging an die schwedische Popband „The Animal Five“, die in Schweden und Deutschland einen kleineren Erfolg hatte.
Lagerberg und Johansson gründeten die Gruppe „Brothers Of End“ und veröffentlichten 2009 ihr Debütalbum „The End“ und 2011 ihr zweites Album „Mount Inside“. Ein drittes Album, „Shakers Love“, erschien 2014, und Nina Persson war auf dem Track „Heat“ zu hören.
Im November 2006 war Persson auf „The Cake Sale“ zu hören, einem Album von Oxfam Ireland. Es enthielt neun Titel von einigen der bekanntesten irischen Künstler. Der Erlös des Albums kam der Fair-Trade-Kampagne zugute.
Persson war auch auf dem Album Send Away the Tigers (Mai 2007) der Manic Street Preachers zu hören und sang als Gast auf der Single „Your Love Alone Is Not Enough“, die in den britischen Charts auf Platz 2 landete. Sie teilte sich den Gesang mit Manics-Frontmann James Dean Bradfield, der auch beim Glastonbury Festival 2007 mit der Band auftrat und Peter Svensson als seinen zweitliebsten Gitarristen bezeichnete.
In der Bandpause 2007 nahm Persson das zweite A Camp-Album Colonia auf, das Anfang 2009 erschien. A Camp unterstützte die US-Veröffentlichung von Colonia mit einer Tournee, die am 26. Mai in New York City begann und am 15. Juni in Los Angeles endete.
2010 trat Persson bei der Kollaboration Dark Night of the Soul von DJ Danger Mouse und Sparklehorse auf und sang Daddy’s Gone mit Mark Linkous.
Persson veröffentlichte 2014 das Album Animal Heart unter ihrem eigenen Namen.

## Trivia
Aufgrund der musikalischen Vorlieben einiger Mitglieder der Cardigans hat die Band besonders in den ersten Jahren immer wieder Lieder von Black Sabbath bzw. Ozzy Osbourne bei ihren Konzerten gespielt. Einige davon fanden auch Platz auf den frühen CDs der Band:
- Iron Man (First Band on the Moon, 1996)
- Iron Man (first try, 1996) (The Other Side of the Moon, 1998)
- Mr. Crowley (performed live & acapella in Swedish radio 1995) (The Other Side of the Moon, 1998)
- Sabbath Bloody Sabbath (Emmerdale, 1994 & Life, 1995)

Auf ähnliche Weise spielten die Cardigans als B-Seite ihrer Single For What It’s Worth 2003 das Kraftwerk-Stück Das Model mit deutschem Text ein.
Anfang 2004 erschien das Album Tribute to The Cardigans, auf dem elf europäische Gruppen Hits der Band einspielten. In der TV-Soap Beverly Hills, 90210 hatten sie außerdem in der 32. Folge der 7. Staffel einen Gastauftritt.
2020 veröffentlichte das Duo Twocolors eine Dancefloor-Version des Cardigans-Songs Lovefool.

## Diskografie

### Studioalben
| Jahr | Titel                     | Höchstplatzierung, Gesamtwochen, AuszeichnungChartplatzierungen (Jahr, Titel, Platzierungen, Wochen, Auszeichnungen, Anmerkungen) | Höchstplatzierung, Gesamtwochen, AuszeichnungChartplatzierungen (Jahr, Titel, Platzierungen, Wochen, Auszeichnungen, Anmerkungen) | Höchstplatzierung, Gesamtwochen, AuszeichnungChartplatzierungen (Jahr, Titel, Platzierungen, Wochen, Auszeichnungen, Anmerkungen) | Höchstplatzierung, Gesamtwochen, AuszeichnungChartplatzierungen (Jahr, Titel, Platzierungen, Wochen, Auszeichnungen, Anmerkungen) | Höchstplatzierung, Gesamtwochen, AuszeichnungChartplatzierungen (Jahr, Titel, Platzierungen, Wochen, Auszeichnungen, Anmerkungen) | Höchstplatzierung, Gesamtwochen, AuszeichnungChartplatzierungen (Jahr, Titel, Platzierungen, Wochen, Auszeichnungen, Anmerkungen) | Anmerkungen                              |
| Jahr | Titel                     | DE | AT | CH | UK | US | SE | Anmerkungen                              |
| ---- | ------------------------- | --- | --- | --- | --- | --- | --- | ---------------------------------------- |
| 1994 | Emmerdale                 | — | — | — | — | — | SE29 Gold · (7 Wo.)SE | Erstveröffentlichung: 14. Februar 1994   |
| 1995 | Life                      | DE50 (9 Wo.)DE | — | — | UK51 Gold · (11 Wo.)UK | — | SE20 Platin · (5 Wo.)SE | Erstveröffentlichung: 16. März 1995      |
| 1996 | First Band on the Moon    | DE83 (5 Wo.)DE | — | — | UK18 Gold · (14 Wo.)UK | US35 Platin · (27 Wo.)US | SE2 Gold · (26 Wo.)SE | Erstveröffentlichung: 17. September 1996 |
| 1998 | Gran Turismo              | DE38 (20 Wo.)DE | AT43 (5 Wo.)AT | — | UK8 Platin · (66 Wo.)UK | US151 (1 Wo.)US | SE1 ×2Doppelplatin · (32 Wo.)SE                                                                                                   | Erstveröffentlichung: 19. Oktober 1998   |
| 2003 | Long Gone Before Daylight | DE24 (5 Wo.)DE | AT47 (3 Wo.)AT | CH22 (9 Wo.)CH | UK47 (3 Wo.)UK | — | SE1 Platin · (46 Wo.)SE | Erstveröffentlichung: 21. März 2003      |
| 2005 | Super Extra Gravity       | DE30 (4 Wo.)DE | AT48 (2 Wo.)AT | CH42 (3 Wo.)CH | UK78 (1 Wo.)UK | — | SE1 Gold · (25 Wo.)SE | Erstveröffentlichung: 14. Oktober 2005   |

### Kompilationen
| Jahr | Titel   | Höchstplatzierung, Gesamtwochen, AuszeichnungChartplatzierungen (Jahr, Titel, Platzierungen, Wochen, Auszeichnungen, Anmerkungen) | Höchstplatzierung, Gesamtwochen, AuszeichnungChartplatzierungen (Jahr, Titel, Platzierungen, Wochen, Auszeichnungen, Anmerkungen) | Höchstplatzierung, Gesamtwochen, AuszeichnungChartplatzierungen (Jahr, Titel, Platzierungen, Wochen, Auszeichnungen, Anmerkungen) | Anmerkungen                           |
| Jahr | Titel   | CH | UK | SE | Anmerkungen                           |
| ---- | ------- | --- | --- | --- | ------------------------------------- |
| 2008 | Best Of | CH78 (1 Wo.)CH | UK32 Silber · (2 Wo.)UK | SE5 (10 Wo.)SE | Erstveröffentlichung: 25. Januar 2008 |

Weitere Kompilationen
- 1997: The Other Side of the Moon
- 2005: iTunes Originals
- 2024: The Rest of the Best - Volume 1
- 2024: The Rest of the Best - Volume 2

### Singles
| Jahr | Titel Album                                                             | Höchstplatzierung, Gesamtwochen, AuszeichnungChartplatzierungen (Jahr, Titel, Album, Platzierungen, Wochen, Auszeichnungen, Anmerkungen) | Höchstplatzierung, Gesamtwochen, AuszeichnungChartplatzierungen (Jahr, Titel, Album, Platzierungen, Wochen, Auszeichnungen, Anmerkungen) | Höchstplatzierung, Gesamtwochen, AuszeichnungChartplatzierungen (Jahr, Titel, Album, Platzierungen, Wochen, Auszeichnungen, Anmerkungen) | Höchstplatzierung, Gesamtwochen, AuszeichnungChartplatzierungen (Jahr, Titel, Album, Platzierungen, Wochen, Auszeichnungen, Anmerkungen) | Höchstplatzierung, Gesamtwochen, AuszeichnungChartplatzierungen (Jahr, Titel, Album, Platzierungen, Wochen, Auszeichnungen, Anmerkungen) | Anmerkungen                                                            |
| Jahr | Titel Album                                                             | DE | AT | CH | UK | SE | Anmerkungen                                                            |
| ---- | ----------------------------------------------------------------------- | --- | --- | --- | --- | --- | ---------------------------------------------------------------------- |
| 1994 | Rise And Shine Emmerdale                                                | — | — | — | UK29 (2 Wo.)UK | — | Erstveröffentlichung: 1994                                             |
| 1994 | Sick and Tired Emmerdale                                                | — | — | — | UK34 (5 Wo.)UK | — | Erstveröffentlichung: 1994                                             |
| 1995 | Carnival Life                                                           | — | — | — | UK35 (4 Wo.)UK | — | Erstveröffentlichung: 1995                                             |
| 1996 | Lovefool First Band on the Moon                                         | DE6 (20 Wo.)DE | AT7 (12 Wo.)AT | CH22 (10 Wo.)CH | UK2 Gold + Platin (Digital) · (17 Wo.)UK                                                                                                 | SE15 (17 Wo.)SE | Erstveröffentlichung: 10. August 1996                                  |
| 1996 | Been It First Band on the Moon                                          | — | — | — | UK56 (2 Wo.)UK | — | Erstveröffentlichung: 25. November 1996                                |
| 1996 | Your New Cuckoo First Band on the Moon                                  | — | — | — | UK35 (2 Wo.)UK | — | Erstveröffentlichung: 9. Dezember 1996                                 |
| 1998 | My Favourite Game Gran Turismo                                          | DE90 (6 Wo.)DE | — | — | UK14 Platin · (18 Wo.)UK | SE3 Gold · (18 Wo.)SE | Erstveröffentlichung: 5. Oktober 1998                                  |
| 1999 | Erase/Rewind Gran Turismo                                               | DE71 (6 Wo.)DE | — | CH39 (4 Wo.)CH | UK7 Silber · (9 Wo.)UK | SE12 (12 Wo.)SE | Erstveröffentlichung: 20. Januar 1999                                  |
| 1999 | Hanging Around Gran Turismo                                             | — | — | — | UK17 (6 Wo.)UK | — | Erstveröffentlichung: 12. Juli 1999                                    |
| 1999 | Burning Down the House Reload                                           | DE27 (14 Wo.)DE | AT21 (7 Wo.)AT | CH31 (16 Wo.)CH | UK7 Silber · (7 Wo.)UK | SE2 Gold · (11 Wo.)SE | Erstveröffentlichung: 13. September 1999 Tom Jones feat. The Cardigans |
| 2003 | For What It’s Worth Long Gone Before Daylight                           | — | — | — | UK31 (2 Wo.)UK | SE8 (9 Wo.)SE | Erstveröffentlichung: 5. März 2003                                     |
| 2003 | You’re the Storm Long Gone Before Daylight                              | — | — | — | UK74 (1 Wo.)UK | SE10 (8 Wo.)SE | Erstveröffentlichung: 2. Juni 2003                                     |
| 2005 | I Need Some Fine Wine and You, You Need to Be Nicer Super Extra Gravity | DE93 (1 Wo.)DE | — | — | UK59 (1 Wo.)UK | SE3 (22 Wo.)SE | Erstveröffentlichung: 28. September 2005                               |
| 2006 | Don’t Blame Your Daughter (Diamonds) Super Extra Gravity                | — | — | — | — | SE49 (1 Wo.)SE | Erstveröffentlichung: 6. Februar 2006                                  |

### Videoalben
- 1997: The Cardigans – Live in London

Die 18 Lieder wurden während der Tour First Band On The Moon am 20./21. November 1996 im Shepherds Bush Empire in London aufgenommen. 1997 bereits als VHS veröffentlicht, entschloss man sich 2004 zu einer Wiederveröffentlichung in zeitgemäßer Qualität und zeitgemäßem Format als DVD. Die DVD enthält, im Gegensatz zur früheren VHS, zudem eine kurze Dokumentation zu dieser Tournee, das US-Promo-Video zu Been It und eine interaktive Bildergalerie.

## Auszeichnungen für Musikverkäufe
| Goldene Schallplatte - Australien - 1997: für die Single Lovefool - 1999: für die Single Burning Down the House - Dänemark - 2024: für die Single Lovefool - Frankreich - 2002: für das Album Gran Turismo - Japan - 1997: für das Album Emmerdale - 1998: für das Album Gran Turismo - 2018: für die Single Carnival - Spanien - 2024: für die Single Lovefool - 2025: für die Single My Favourite Game | Platin-Schallplatte - Europa - 1999: für das Album Gran Turismo - Kanada - 1998: für das Album First Band on the Moon - Norwegen - 1999: für das Album Gran Turismo 2× Platin-Schallplatte - Japan - 1997: für das Album First Band on the Moon - 1997: für das Album Life - Neuseeland - 2024: für die Single Lovefool |

Anmerkung: Auszeichnungen in Ländern aus den Charttabellen bzw. Chartboxen sind in ebendiesen zu finden.
| Land/RegionAuszeichnungen für Musikverkäufe (Land/Region, Auszeichnungen, Verkäufe, Quellen) | Silber     | Gold       | Platin       | Verkäufe    | Quellen                                                     |
| -------------------------------------------------------------------------------------------- | ---------- | ---------- | ------------ | ----------- | ----------------------------------------------------------- |
| Australien (ARIA)                                                                            | —          | 2× Gold2   | —            | 70.000      | aria.com.au                                                 |
| Dänemark (IFPI)                                                                              | —          | Gold1      | —            | 45.000      | ifpi.dk                                                     |
| Europa (IFPI)                                                                                | —          | —          | Platin1      | (1.000.000) | ifpi.org (Memento vom 15. Oktober 2013 im Internet Archive) |
| Frankreich (SNEP)                                                                            | —          | Gold1      | —            | 100.000     | snepmusique.com                                             |
| Japan (RIAJ)                                                                                 | —          | 3× Gold3   | 4× Platin4   | 1.100.000   | riaj.or.jp                                                  |
| Kanada (MC)                                                                                  | —          | —          | Platin1      | 100.000     | musiccanada.com                                             |
| Neuseeland (RMNZ)                                                                            | —          | —          | 2× Platin2   | 60.000      | radioscope.co.nz                                            |
| Norwegen (IFPI)                                                                              | —          | —          | Platin1      | 50.000      | ifpi.no (Memento vom 5. November 2012 im Internet Archive)  |
| Schweden (IFPI)                                                                              | —          | 5× Gold5   | 4× Platin4   | 470.000     | sverigetopplistan.se SE2                                    |
| Spanien (Promusicae)                                                                         | —          | 2× Gold2   | —            | 60.000      | elportaldemusica.es                                         |
| Vereinigte Staaten (RIAA)                                                                    | —          | —          | Platin1      | 1.000.000   | riaa.com                                                    |
| Vereinigtes Königreich (BPI)                                                                 | 3× Silber3 | 3× Gold3   | 3× Platin3   | 2.560.000   | bpi.co.uk                                                   |
| Insgesamt                                                                                    | 3× Silber3 | 17× Gold17 | 17× Platin17 |             |                                                             |